# Juan Atkins
Juan Atkins (* 12. September 1962 in Detroit) ist Mitbegründer des Detroit Techno und einer der wichtigsten Vertreter der Musikrichtung Techno.

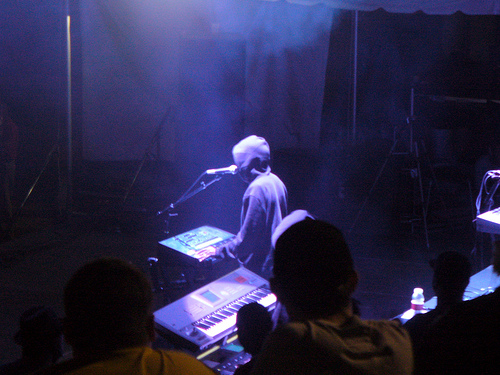
Atkins als Model 500 in Detroit (2007)

## Leben
Als Betreiber des Labels Metroplex wird er von Kevin Saunderson und Jeff Mills als „Godfather“ des Detroit Techno bezeichnet. Sein 1985 veröffentlichtes Stück No UFO’s wird vielerorts als erste Techno-Platte überhaupt bezeichnet.
Der Kraftwerk-Fan ging mit Derrick May und Kevin Saunderson auf die Belleville High School und fing schon Ende der 1970er Jahre an, mit einfachem Equipment elektronische Musik zu produzieren. Mit Richard Davis alias 3070 gründete er Cybotron. Von der ersten Maxi verkauften sie 15.000 Stück, lösten sich nach dem ersten Album aber wieder auf. Weitere Pseudonyme von Atkins waren z. B. Infiniti und Model 500. Heute arbeitet Atkins in verschiedenen Musikgenres, er produziert auch langsamere Stücke mit Soul-Einflüssen (wie auf seinem Album Mind and Body).
Mit dem Stück No UFO’s bewarb der Autohersteller Ford den Start seines Focus-Modells im Jahr 2000. Die besondere Relevanz dabei ist der durchaus beabsichtigte Brückenschlag von zwei Detroiter Urgesteinen.
Im Januar 2006 wurde Atkins als Songwriter vom Missy-Elliott-Song Loose Control für den Grammy nominiert. Das Stück basiert auf dem Track Clear (1982, im Remix von Jose „Animal“ Diaz) von Cybotron.

## Diskografie
- 1981 – 7″ Cybotron Alleys of your mind
- 1982 –  12" Cybotron Cosmic Cars
- 1983 – 12″ Cybotron Clear
- 1983 – Album Cybotron Enter
- 1984 – 12" Cybotron – Techno City
- 1985 – 12" Cybotron – R-9
- 1985 – 12″ Model 500 No UFO’s
- 1987 – 12″ Model 500 Sound of Stereo
- 1993 – Album Model 500 Classics
- 1993 – 3 MB feat. Juan Atkins Jazz is the key
- 1994 – Album Model 500 Sonic Sunset
- 1996 – Album Infiniti Collection
- 1999 – Album MM (DJ-Mix von Atkins)
- 1999 – Album Model 500 Mind and Body
- 2002 – 12″ Update als Model 600
- 2008 – MCD Cybotron Clear (Original Mix & Remixes) JunoRecords 10th Anniversary Series, Part 3 of 10
- 2013 – Album Borderland (mit Moritz von Oswald)
- 2015 – Album Model 500 Digital Solutions